# 苏仙区
苏仙区是中國湖南省郴州市市辖区。总人口約44万人，区人民政府駐蘇仙嶺街道蘇園路6號。区域总面积为1,339.91平方公里。

## 名称来源
苏仙区因汉朝苏耽修炼成仙的传说而得名。

## 行政区划
苏仙区下辖6个街道办事处、8个镇：
苏仙岭街道、南塔街道、白鹿洞街道、王仙岭街道、卜里坪街道、观山洞街道、白露塘镇、良田镇、栖凤渡镇、坳上镇、许家洞镇、五里牌镇、五盖山镇和飞天山镇。

## 人口
根據第七次人口普查數據，截至2020年11月1日零時，全區常住人口435836人。